# Nový Přerov
Nový Přerov – wieś na Morawach, w Czechach, w kraju południowomorawskim. Zamieszkuje ją 339 osób.